# Monetazione pontificia
La monetazione pontificia è l'insieme delle emissioni di monete del governo pontificio.
Si riferisce alla produzione delle zecche di Avignone, Roma e delle altre strutture che hanno nei secoli coniato monete per lo Stato pontificio.

## Storia delle monete pontificie
Il diritto di battere moneta è uno dei regalia, cioè delle prerogative dei sovrani. Quindi le prime monete pontificie dovrebbero iniziare con la nascita del potere temporale dei papi. Tuttavia esistono monete di papa Zaccaria (741-52), e di Gregorio III (Ficoroni, "Museo Kircheriano"), e forse di Gregorio II (715-741).
Non ci sono dubbi sul fatto che questi pezzi, due dei quali sono d'argento, siano reali monete e non semplici medaglie, come quelle che erano distribuite come "presbyterium" all'incoronazione del nuovo papa dal tempo di Valentino (827). L'impronta ricorda quella delle monete bizantine e merovingie del VII e dell'VIII secolo e la loro forma squadrata si trova anche nella monetazione bizantina. Quelle che recano la legenda GREII PAPE — SCI PTR (Gregorii Papae — Sancti Petri) non può essere attribuita a papa Gregorio IV (827-44), per le peculiarità della coniazione. L'esistenza di queste monete quando i papi ancora riconoscevano la dominazione bizantina è spiegata da Hartmann (Das Königreich Italien, Vol. III), il quale ritiene che nell'VIII secolo i papi avevano ricevuto dagli imperatori l'attributo di "Praefectus Urbis". Sotto l'impero le monete delle provincie recavano il nome del magistrato civile locale e queste monete di Gregorio e Zaccaria sarebbero semplicemente monete imperiali bizantine che recavano il nome del primo magistrato della Città di Roma.
Non ci sono monete di papa Stefano II o di papa Paolo I, che regnarono quando il Ducato di Roma era già indipendente dall'Impero d'Oriente; le prime monete pontificie reali sono quelle di Adriano I, dal  cui regno fino a quello di papa Giovanni XIV (984) i papi coniarono moneta a Roma.
Non esiste monetazione papale nel periodo tra il 984 ed il 1305; ciò si spiega, in parte, dal fatto che il Senato di Roma, che aveva sostituito il papato nel governo temporale della città, emise le monete dal 1143. D'altronde il principe Alberico aveva già coniato monete a suo nome.
Le monete del Senato di Roma di solito recavano l'iscrizione "ROMA CAPUT MUNDI", o "S. P. Q. R.", o entrambe con o senza emblemi. Nel 1188 la zecca fu restituita a papa Clemente III, con l'accordo che metà dei profitti sarebbero stati assegnati al "Senatore di Roma". Il Senato, nel frattempo, continuò ad emettere moneta, e sulle monete emesse in questo periodo non ci sono riferimenti all'autorità papale. Nel XIII secolo il Senatore fece coniare le monete a proprio nome e così esistono monete di Brancaleone degli Andalò, di Carlo I d'Angiò, di Francesco Anguillara, viceré di Roberto d'Angiò re di Napoli, etc.; così fece anche re Ladislao I di Napoli. Cola di Rienzo, durante il suo breve tribunato, coniò monete con la legenda: N. TRIBUN. AUGUST.: ROMA CAPU. MU.
Monete papali riappaiono con lo spostamento della corte pontificia ad Avignone, anche se esiste una singola moneta che è riferita a Benedetto XI (1303-4), con la legenda COITAT. VENASIN; ma, poiché questo papa non risiedette mai nel Contado Venassino, che appartenne alla Santa sede dal 1274, la moneta si dovrebbe riferire a Benedetto XII. Esistono monete di tutti i papi da Giovanni XXII a Pio IX.

## Storia della zecca pontificia
I papi ed il Senato, quando coniarono moneta, probabilmente usarono la zecca imperiale di Roma che si trovava alle pendici del Campidoglio, non distante dall'Arco di Settimio Severo; ma nel XV secolo la zecca si trovava, a Ponte, nel palazzo del Banco di Santo Spirito, attuale sede dell'Accademia lancisiana.
Infine nel 1665 Alessandro VII spostò la zecca vicino all'abside di San Pietro. Bernini inventò una macchina per lavorare più rapidamente e Francesco Girardini fornì una bilancia estremamente sensibile; in quel periodo la zecca di Roma era la più efficiente del suo tempo. Nel 1845 Pio IX la dotò delle apparecchiature più moderne.
L'amministrazione della zecca inizialmente era affidata al cardinal camerlengo; la supervisione diretta fu comunque esercitata dal Senato, almeno nel periodo in cui questo corpo prese possesso della zecca, fino al papato di papa Martino V. Il Senatore ed i conservatori della Camera Capitolina designavano i responsabili dalla zecca, mentre la coniazione era certificata dai capi delle corporazione degli orafi e degli argentieri.
Nel 1322 Giovanni XXII creò l'ufficio del tesoriere per la zecca di Avignone, ed il suo responsabile, poco alla volta, si rese indipendente dal camerlengo. Più tardi fu creato l'ufficio del prelata presidente della zecca. Secondo Lunadori (Relaz. della Corte di Roma, 1646), le strutture la coniazione delle monete erano in carico alla Collegio cardinalizio.

## Le diverse zecche pontificie
Roma non fu l'unica città dello Stato pontificio ad ospitare una zecca: prima dell'anno 1000, esisteva a Ravenna una ex-zecca imperiale, che fu ceduta nel 996 all'arcivescovo Gerberto da Aurillac da Gregorio V; esistevano zecche anche a Spoleto e Benevento, che in precedenza erano state sedi di ducati longobardi. L'arcivescovo di Ravenna, che era feudatario dell'imperatore anziché del papa, coniò monete finché mantenne il suo potere temporale sulla città e sul territorio circostante. La zecca di Enrico VI fu creata a Bologna nel 1194, e quasi tutte le monete coniate in questa città presentano il motto BONONIA DOCET, o BONONIA MATER STUDIORUM. Il denaro di Bologna si chiamava bolognino; il bolognino d'oro aveva lo stesso valore del fiorino di Firenze. La lira a Bologna valeva 20 bolognini. Queste monete furono coniate a nome del comune; solamente quando Bologna tornò sotto il controllo della santa Sede, sotto Clemente VI, che le monete bolognesi possono essere considerate come pontificie.

### Zecche pontificie derivanti da privilegi precedenti
Altre città avevano delle zecche o perché erano capitali di principati soggetti alla Santa Sede o in virtù di privilegi concessi da qualche principe e quando questi stati feudali passarono alla Santa Sede, mantennero le zecche che divennero papali. Questo è il caso di Camerino (da Leone X a Paolo III), Urbino, Pesaro e Gubbio (sotto Giulio II, Leone X e Clemente XI), Ferrara (da Clemente VIII), Parma e Piacenza (da Giulio II a Paolo III).

### Zecche pontificie di durata limitata
Ci sono state altre località e regioni cui i papi concessero per periodi limiti di tempo il diritto di coniazione come Ancona (da Sisto IV a Pio VI), L'Aquila (1486, quando la città si ribellò contro re Ferdinando I di Napoli e si alleò con Innocenzo VIII; queste monete sono rare e recano la scritta AQUILANA LIBERTAS), Ascoli (da Martino V a Pio VI), Avignone (da Clemente V in poi), Carpentras (sotto Clemente VIII), il Contado Venassino (la regione vicino ad Avignone; da Bonifacio VIII), Fabriano (sotto Leone X), Fano (da Innocenzo VIII a Clemente VIII), Fermo (da Bonifacio IX, 1390, a Leone X), le Marche (da Bonifacio IX a Gregorio XIII), Macerata (da Bonifacio IX a Gregorio XIV), Modena (sotto Leone X e Clemente VII), Montalto (sotto Sisto V), Orvieto (sotto Giulio II), il "Patrimonio" (da Benedetto XI a Benedetto XII), Perugia (da Giulio II a Giulio III), Ravenna (da Leone X a Paolo III e sotto Benedetto XIV), Recanati (sotto Nicola V), Reggio (da Giulio II ad Adriano VI), Spoleto (sotto Paolo II) e il ducato di Spoleto, PROVINCIÆ DUCATUS (sotto Paolo V), Viterbo (sotto Urbano VI and Sisto IV).

## Le monete papali
Papa Pio VI (1775-1799), avendo la necessità di coniare una grande quantità di monete di bronzo, affidò la produzione a molte città del  Patrimonio di san Pietro, dell'Umbria e delle Marche, che, assieme a quelle già nominate, continuarono a battere queste monete; tra le altre c'erano Civitavecchia, Gubbio, Matelica, Ronciglione (le monete del 1799 che mostrano l'incendio di questa città sono famose), Terni e Tivoli. Pio VII soppresse tutte queste zecche ad eccezione di quelle di Roma e Bologna.
Dal 1370 ci furono monete coniate nel periodo che intercorre tra la morte del papa e l'elezione del successore, emesse sotto l'autorità del cardinale camerlengo, che almeno dal XV secolo mise il proprio nome e le proprie ami sul rovescio della moneta mentre al dritto si trovava le legenda "SEDE VACANTE" e la data, intorno alle chiavi decussate sormontate da un padiglione.
Accanto alle monete, furono coniate anche medaglie in alcune occasioni. Si è verificato anche (1829) che alcune medaglie della sede vacante recassero i nomi dei tre conservatori capitolini e del priore dei capo rioni.

### Segni sulle monete pontificie
Tutte le monete pontificie, con rare eccezioni, recano il nome del papa, preceduti (fino al pontificato di Paolo II) da una croce greca, e quasi tutte quelle più antiche recano o al dritto oppure al rovescio, la legenda S. PETRUS, ed alcune anche la legenda S. PAULUS.
Da Leone III al periodo della  dinastia ottoniana, le monete recano anche il nome del sacro romano imperatore oltre a quello del papa. Dopo il spesso appaiono sulle monete le ami del papa regnante da sole.
Si trovano anche immagini del Salvatore, o di santi, figure simboliche, di uomini o animali, le chiavi (che appaiono per la prima volta su monete di  Benevento) ecc. Dal XVI al XVII secolo vengono aggiunte frasi bibliche o morali, in allusione ai santi o al simbolo presente sulla moneta, ad esempio: MONSTRA TE ESSE MATREM, SPES NOSTRA, SUB TUUM PRÆSIDIUM, TOTA PULCHRA, SUPRA FIRMAM PETRAM, DA RECTA SAPERE (durante il  Conclave), UBI THESAURUS IBI COR, CRESCENTEM SEQUITUR CURA PECUNIAM, HILAREM DATOREM DILIGIT DEUS, PRO PRETIO ANIMÆ, FERRO NOCENTIUS AURUM, IN SUDORE VULTUS, CONSERVATÆ PEREUNT, TOLLE ET PROIICE, ecc. A volte ci sono allusioni ad eventi storici come l'acquisizione di  Ferrara, o la liberazione di Vienna dall'assedio dei Turchi (1683), o a qualche concessione del papa ai suoi sudditi, oppure ad un anno giubilare. Dal papato di Clemente X le monete battute a Roma recano una piccola rappresentazione dello stemma del prelato incaricato della zecca, un'abitudine rimasta fino al 1817. L'unico caso di un cardinal camerlengo che fece incidere il proprio stemma su una moneta durante la vita del papa fu quello del cardinal Armellini, sotto Adriano VI, (1522-1523) per una moneta da quattro grossi.
Le zecche diverse da Roma coniarono le monete con le armi delle rispettive città, o con quelle del legato pontificio, o del vice-legato, o del governatore; ad esempio il cardinal Scipione Borghese nel 1612 batté monete ad Avignone con il proprio nome e stemma, omettendo il nome del papa, un esempio seguito l'anno successivo dal pro-legato cardinal Filonardi. Le città spesso misero sulle monete l'immagine del proprio santo patrono. La data fu apposta sulle monete battute in occasione della Sede vacante, da principio occasionalmente ma in seguito come regola sistematica; apparve raramente sulle monete prima del 1550; la pratica divenne generale nel XVII secolo; veniva usato o l'anno dalla nascita di Cristo oppure l'anno del pontificato; Gregorio XVI fissò questa prassi per legge come anche che ogni moneta dovesse avere indicato il proprio valore.
A Bologna dagli inizi del XVII secolo il valore delle monete d'oro o d'argento era usualmente indicato con i numeri 20, 40, 80, etc., che indicavano la quantità di bolognini o baiocchi; a Roma, nel XVIII secolo, quasi tutte le monete di rame portavano l'indicazione del loro valore.
Il contorno delle monete pontificie raramente reca un'iscrizione; al più vi si trova un monogramma della città in cui fu coniata. Dal XVI secolo gli incisori-medaglisti posero le loro sigle sulle monete; tra questi artisti si possono citare Benvenuto Cellini, Francesco Raibolini, detto il Francia (Bologna), i quattro Hamerani, Giulio Romano (tridente), Cavaliere Lucenti, Andrea Perpenti etc. Fino al tempo di Pio VI i coni rimanevano proprietà degli incisori.

### Sistema monetario pontificio
Fino al pontificato di Leone III la monetazione pontificia seguì il sistema monetario bizantino; in seguito adottò il sistema carolingio. Giovanni XXII (1316 - 1334) passò al sistema fiorentino e batté monete d'oro, ma il peso di queste monete variava tra i 22 ed 30 carati (4,4 - 6 g), fino a che Gregorio XI (1370 - 1378) fissò il peso a 24 carati (4,8 g); ma ci fu una nuova riduzione del peso ed in seguito furono coniati due diversi fiorini, il fiorino papale, che mantenne il vecchio peso, ed il fiorino di Camera: tra i due il cambio era 69 fiorini papali = 100 fiorini di Camera.
Il ducato fu coniato dalla zecca papale dall'anno 1432; era una moneta d'origine veneziana che circolava accanto al fiorino; nel 1531 furono sostituite dallo scudo, una moneta d'origine francese (écu) che rimase l'unità monetaria degli Stati Pontifici. Contemporaneamente apparve lo zecchino. Il vecchio fiorino papale era uguale a 2 scudi e 11 baiocchi (1 baiocco = 0,01 scudi); un ducato era uguale ad 1 scudo e 9 baiocchi. Anche lo scudo subì fluttuazioni sia nella valutazione del mercato che nel suo peso: il cosiddetto scudo delle stampe (1595) era valutato 184,2 baiocchi, cioè poco meno di 2 scudi. Benedetto XIII ristabilì la buona qualità delle lega ma sotto Pio VI si deteriorò nuovamente.
Nel 1835 Gregorio XVI riorganizzò il sistema monetario degli Stati pontifici, stabilendo che l'unità fosse lo scudo, diviso in 100 baiocchi, mentre il baiocco era diviso in 5 quattrini (il quattrino, fino al 1591, era stato uguale ad ¼ di baiocco).
Lo scudo era rappresentato sia da monete d'oro da 10 scudi, da 5, chiamate anche "Gregorine", e da 2½ scudi. Lo scudo d'oro di Gregorio XVI pesava 1,734 grammi al titolo di 900/1000 (quindi 1,56 g di fino),
La moneta da uno scudo era d'argento, al titolo di 900/1000 e pesava 26,898 (24,2082 grammi di fino). La moneta da uno scudo prima della riforma pesava 26,428 ma era al titolo di 917/1000 (24,234476 grammi di fino). Dal 1853 Pio IX, accanto a quello d'argento, coniò anche uno scudo d'oro.
Il precedente scudo d'oro del XVII secolo valeva circa l,65 scudi di quello di Pio VII, cioè quello adottato da Gregorio XVI; lo zecchino valeva 2,2 scudi.
Lo scudo di Gregorio valeva 5,3 lire del sistema dell'Unione monetaria latina. Le frazioni d'argento erano il mezzo scudo, ed il giulio da 10 baiocchi, chiamato anche "paolo". Il "giulio" era stato creato da Giulio II per togliere dalla circolazione i carlini di Carlo I d'Angiò, che erano di cattiva lega. I pezzi da due giuli erano chiamati "papetti" a Roma, mentre il grosso, introdotto nel 1736, era uguale a mezzo giulio (5 baiocchi); c'era anche il mezzo grosso, ed il testone = 3 giulii.
Le monete di bronzo erano il baiocco, il mezzo baiocco ed il quattrino.

### Altre monete usate negli Stati pontifici
Altre monete che erano state usate in vari periodi negli Stati pontifici furono la baiocchella, cioè una moneta da un baiocco di rame ricoperta d'argento e di dimensioni minori.
Ci furono diverse monete nei due metalli dal valore di 2, 4, 6, 8, 12 e 16 baiocchi a cui vennero dati diversi soprannomi: 
- la madonnina di Bologna era una moneta di rame dal valore di 5 baiocchi, fatta coniare da Pio VI nel 1797-1798; il Papa ne fece coniare diverse varianti a nome di molte città, ma furono tutte battute a Bologna. La maggior parte dei coni erano di Tommaso Mercandetti.[2]
- il sampietrino (Pio VI) era anch'essa una moneta di rame del valore di 2½ baiocchi, cioè la metà della madonnina; era stato coniato nello stesso periodo, ma fu ritirato già nel 1801.[2]
- la  paludella era un soldo di rame-argento, coniato da Pio VI per pagare i lavoratori delle Paludi pontine;[3]
- il sesino era il nome dato alle monete da 6 denari. I pontefici ne fecero coniare ad Avignone. I primi furono quelli di Urbano V nel 1364.[2]

Altre monete furono:
- la leonina era una moneta d'oro coniata da Leone XII. Valeva 2 zecchini o 4,31 scudi di Gregorio XVI.
- il doblone = 2 scudi vecchi = 3,3 scudi del XIX secolo;
- la doppia che valeva poco meno del doblone, cioè 3,21 scudi di Gregorio.

A Bologna furono coniati anche scudi da 80 baiocchi, e mezzi-scudi da 40 baiocchi; la gabella era una moneta bolognese, equivalente al carlino o al giulio; il gabellone era equivalente a 26 bolognini (baiocchi); il franco, nel XV secolo valeva 12 baiocchi a Bologna, ma solo 10 baiocchi a Roma.
"Alberetto" o baiocco dell'albero era il soprannome dei baiocchi della Repubblica Romana (1798-1799) e la Repubblica Romana (1849), soprannome dovuto alla presenza del fascio della libertà su questi pezzi.

## Recenti scoperte
Il testo precedente è tratto dalla Catholic Encyclopedia, una pubblicazione del 1913.
Ricerche recenti hanno aggiornato alcuni dati. L'affermazione secondo cui le "prime monete pontificie dovrebbero iniziare con la nascita del potere temporale dei papi" sembra comunque imprecisa. De facto i papi hanno coniato anche come "pagatori" delle truppe imperiali. Già papa Gregorio I (590-604) operò in questa funzione e più in generale alcuni papi hanno coniato monete per conto degli imperatori bizantini. Alcune emissioni d'argento della zecca di Roma sono state trovate agli inizi degli anni 1980 ed è stato dimostrato che recano il monogramma del pontefice in carica anche se apposto sopra delle insegne degli imperatori bizantini del VII e degli inizi dell'VIII secolo. Questo fatto spinge quindi la data accertata della monetazione papale almeno al pontificato di papa Vitaliano (657-672). Sono note emissioni simili dei papi Adeodato II (672-673), Sisinnio (678), Gregorio II (715-731), Gregorio III (731-741) e Zaccaria (741-752).
Tutti i pontefici legittimi nel periodo di 250 anni da Gregorio III a Benedetto VII emisero monete, ad eccezione di Stefano (II) (che fu papa solo per 2 o 3 giorni), Bonifacio VI, Leone V, Lando, Leone VI e Stefano VIII.  
Sono note anche monete dell'antipapa Cristoforo ma potrebbero essere dei falsi. Dopo la morte di Benedetto VII nel 983 non ci furono più monete.  Tuttavia alcuni autori elencano tra i pontefici che hanno coniato diversi papi del X, XI e XII secolo, ma queste attribuzioni sono per lo più a studi inadeguati.  Le cosiddette emissioni di Pasquale II sono falsi posteriori. Dai due ultimi decenni del XII secolo al tutti i XIII e XIV secolo il Senato Romano emise monete a proprio nome, senza riferimenti al Papa.
La monetazione papale riprese con la moneta di Bonifacio VIII nel 1300, dalla zecca di Sorgues in Francia (in tale cittadina c'era infatti un castello papale ed una zecca già funzionante), ma trenta anni prima, durante il conclave del 1268-1271, fu battuta un'emissione di monete d'argento.  Queste furono le prime monete coniate in occasione di una Sede Vacante, monete emesse durante l'interregno tra due papi. Non ci furono altre monete della Sede Vacante fino al 1378; comunque la prassi divenne regolare dopo la morte di Leone X nel 1521.
Tutti i papi tra Bonifacio VIII e Pio IX emisero monete con l'eccezione di Leone XI, che fu papa per quattro settimane nell'aprile 1605.  Tuttavia un papa con un pontificato ancora più corto, Urbano VII, emise le sue monete.  Anche Pio III e Innocenzo IX emisero monete ma solo in oro.  Anche quattro antipapi dello scisma d'occidente (1378-1417), Clemente VII, Benedetto XIII, Alessandro V e Giovanni XXIII emisero le proprie monete.

## Storia moderna
Non esistono collezioni pontificie di monete papali prima di Benedetto XIV, che acquistò dal cardinale Domenico Passionei la rimarchevole collezione di Saverio Scilla che fu ampliata in seguito da altre acquisizioni; tuttavia nel 1809 fu portata a Parigi e non fu mai recuperata. Nel XIX secolo la Santa Sede prese possesso della collezione del cav. Belli, iniziata nel secolo precedente da Luigi Tommasini, e questa collezione divenne la base del Gabinetto Numismatico, che è sotto la direzione del prefetto delle Biblioteca vaticana ed ha personale suo proprio.
Anche se dopo la perdita del potere temporale il Papa non ha coniato monete, è rimasta invece la tradizione delle medaglie papali annuali che sono coniate per il 29 giugno, festa dei santi Pietro e Paolo, medaglie che sono donate ai cardinali ed agli impiegati della Curia romana. Le medaglie annuali sono anche oggetto per fedeli e collezionisti.
Nel 1866, il vecchio sistema baiocco/scudo fu lasciato in favore di uno uguale quello della lira italiana, divisa in 100 centesimi.  Questo mise la monetazione pontificia in linea quanto a dimensione, peso e composizione con l'Unione monetaria latina che comprendeva, oltre all'Italia, paesi come la Francia, Svizzera, Belgio e Spagna. L'obbiettivo era l'ammissione nell'Unione, ma questa non avvenne per vari motivi, tra cui l'esistenza di monete che non rispettavano le norme stabilite.
Dopo la conquista di ciò che rimaneva dello Stato pontificio e di Roma da parte dell'Italia nel 1870, non ci furono più emissioni fino alla creazione dello Stato Città del Vaticano nel 1929.  Tuttavia esistono delle prove di conio di monete da 5 lire di Leone XIII, coniate nel 1878 apparentemente da amici francesi del Papato.  Non esistono tentativi simili per Pio X o Benedetto XV.

## Lira vaticana
Dal 1931 le monete del Vaticano sono coniate dalla zecca di Roma (esistono monete datate 1929 e 1930, che furono coniate nel 1931 e retrodatate), ed avevano corso legale anche in Italia e a San Marino, oltre che nella Santa Sede.
In base agli accordi con l'Unione europea la Santa sede è passata all'uso dell'euro contemporaneamente all'Italia, anche se il Vaticano non è membro dell'Unione.
Le monete comprendono i pezzi da 1, 2, 5, 10, 20, 50 cent e da 1 e 2 euro. Sono state anche emesse monete commemorative in argento da 5, 10 e 20 euro ed in oro da 20, 50, 100 e 200 euro.

### Ulteriore bibliografia
- Solone Ambrosoli: Atlantino di monete papali moderne a sussidio del Cinagli, Milano, 1905
- Andrea Belli, Cimelioteca delle monete pontificie del dott. Cav. Belli. Roma, 1835
- Orfeo Bonaventura, De veteris numismatis potestate ejusque incremento et decremento. Roma, 1835
- Vincenzo Capobianchi, Origine della zecca del Senato romano nel secolo XII, Camerino, 1883
- Angelo Cinagli, Le monete dei papi descritte in tavole sinottiche, Fermo, 1848
- Benedetto Fioravante: Antiqui romanorum pontificum denarii a Benedicto IX ad Paulum III, 2 vol., Roma, 1738
- Tarquinio Gentili di Rovellone, Le monete dei Pontefici romani Leone VIII e Giovanni XIII, in Rivista italiana di numismatica, Milano, 1890
- Stanislao Morelli, Tariffa universale figurata delle monete, Roma, 1833
- Francesco Muntoni, Le monete dei papi e degli Stati Pontifici, Roma, 1972-74
- Domenico Promis, Monete dei romani pontefici avanti il mille Torino, 1858
- Saverio Scilla, Breve notizia delle monete pontificie antiche e moderne sino alle ultime dell'anno XV del regnante pontefice Clemente XI, Roma, 1715
- Francesco Vettori, Il fiorino d'oro antico, Firenze, 1738
- Ridolfino Venuti, Numismata pontificum romanorum prœstantiora a Martino V ad Benedictum XIV Roma, 1744

### Cataloghi
- Catalogo Alfa delle Monete italiane e Regioni - 33ª edizione 2008 Alfa Edizioni Torino.
- Fabio Gigante, Monete italiane dal '700 all'avvento dell'euro, 21ª ed., Varese, Gigante, 2013, ISBN 978-88-89805-35-0.
- Eupremio Montenegro, Manuale del collezionista di monete italiane, 29ª ed., Torino, Edizioni Montenegro, 2008, ISBN 978-88-88894-03-4.
- La cartamoneta italiana. Corpus notarum pecuniariarum italiae, Volume primo, XII edizione, 2023-24, Guido Crapanzano, Ermelindo Giulianini, Gerardo Vendemia, 2022. ISBN 979-12-210-0675-9.
- Antonio Pagani, Monete italiane dall'invasione napoleonica ai giorni d'oggi (1796-1963).